# 1,4-丁二醇二缩水甘油醚
1,4-丁二醇二缩水甘油醚是一种脂肪族化合物，分子式C10H18O4，可看作二分子缩水甘油与一分子1,4-丁二醇形成的醚，带有两个环氧基团，常温常压下为无色透明液体。